# Canoa/kayak ai Giochi della XXXIII Olimpiade - Slalom K1 femminile
La gara di slalom K1 femminile per Parigi 2024 si è svolta allo stadio nautico di Vaires-sur-Marne, il 27 e 28 luglio 2024.
La gara è stata vinta dall'australiana Jessica Fox.

## Programma
Tutti gli orari seguono il fuso orario francese (UTC+1)
| Data                     | Ora   | Round      |
| ------------------------ | ----- | ---------- |
| Sabato, 27 luglio 2024   | 16:00 | Batterie   |
| Domenica, 28 luglio 2024 | 15:30 | Semifinali |
| Domenica, 28 luglio 2024 | 17:45 | Finale     |

## Risultati
Classifica finale
| Pos. | Canoista          | Nazione       | Preliminari | Preliminari | Preliminari | Preliminari | Preliminari | Preliminari | Semifinali      | Semifinali      | Semifinali      | Finale          | Finale          | Finale          |
| Pos. | Canoista          | Nazione       | 1° Discesa  | Pen.        | 2° Discesa  | Pen.        | Best        | Class.      | Tempo           | Pen.            | Class.          | Tempo           | Pen.            | class.          |
| ---- | ----------------- | ------------- | ----------- | ----------- | ----------- | ----------- | ----------- | ----------- | --------------- | --------------- | --------------- | --------------- | --------------- | --------------- |
|      | Jessica Fox       | Australia     | 95.20       | 0           | 92.18       | 0           | 92.18       | 1ª          | 102.38          | 2               | 8ª              | 96.08           | 0               | 1ª              |
|      | Klaudia Zwolińska | Polonia       | 96.33       | 4           | 93.03       | 0           | 93.03       | 2ª          | 99.84           | 0               | 2ª              | 97.53           | 0               | 2ª              |
|      | Kimberley Woods   | Gran Bretagna | 97.31       | 0           | 95.95       | 4           | 95.95       | 12ª         | 99.87           | 0               | 3ª              | 98.94           | 0               | 3ª              |
| 4    | Ana Sátila        | Brasile       | 98.83       | 0           | 96.88       | 0           | 96.88       | 14          | 102.23          | 0               | 5               | 100.69          | 0               | 4               |
| 5    | Stefanie Horn     | Italia        | 99.64       | 2           | 95.43       | 2           | 95.43       | 7           | 101.04          | 0               | 4               | 101.43          | 0               | 5               |
| 6    | Camille Prigent   | Francia       | 94.67       | 2           | 93.25       | 0           | 93.25       | 3           | 104.36          | 0               | 7               | 101.67          | 2               | 6               |
| 7    | Eva Terčelj       | Slovenia      | 99.08       | 4           | 95.93       | 2           | 95.93       | 11          | 103.11          | 2               | 10              | 101.73          | 0               | 7               |
| 8    | Luuka Jones       | Nuova Zelanda | 102.90      | 6           | 97.13       | 4           | 97.13       | 15          | 104.91          | 0               | 9               | 102.33          | 2               | 8               |
| 9    | Eliška Mintálová  | Slovacchia    | 95.67       | 2           | 99.76       | 4           | 95.67       | 9           | 103.07          | 0               | 6               | 102.98          | 2               | 9               |
| 10   | Corinna Kuhnle    | Austria       | 98.24       | 0           | 95.67       | 0           | 95.67       | 8           | 104.25          | 2               | 12              | 103.09          | 4               | 10              |
| 11   | Ricarda Funk      | Germania      | 97.15       | 2           | 94.95       | 2           | 94.95       | 6           | 97.31           | 2               | 1               | 149.08          | 50              | 11              |
| 12   | Maialen Chourraut | Spagna        | 101.06      | 0           | 96.33       | 2           | 96.33       | 13          | 106.21          | 0               | 11              | 157.67          | 52              | 12              |
| 13   | Martina Wegman    | Paesi Bassi   | 98.00       | 2           | 100.61      | 4           | 98.00       | 16          | 102.38          | 4               | 13              | Non qualificata | Non qualificata | Non qualificata |
| 14   | Carole Bouzidi    | Algeria       | 99.41       | 0           | 99.50       | 0           | 99.41       | 19          | 106.75          | 2               | 14              | Non qualificata | Non qualificata | Non qualificata |
| 15   | Evy Leibfarth     | Stati Uniti   | 97.24       | 0           | 93.84       | 0           | 93.84       | 4           | 107.54          | 2               | 15              | Non qualificata | Non qualificata | Non qualificata |
| 16   | Li Shiting        | Cina          | 110.39      | 2           | 101.63      | 2           | 101.63      | 20          | 109.04          | 2               | 16              | Non qualificata | Non qualificata | Non qualificata |
| 17   | Aki Yazawa        | Giappone      | 106.01      | 4           | 107.16      | 4           | 106.01      | 21          | 110.50          | 4               | 17              | Non qualificata | Non qualificata | Non qualificata |
| 18   | Viktoriia Us      | Ucraina       | 100.42      | 0           | 98.65       | 0           | 98.65       | 18          | 114.76          | 6               | 18              | Non qualificata | Non qualificata | Non qualificata |
| 19   | Alena Marx        | Svizzera      | 102.13      | 2           | 98.22       | 0           | 98.22       | 17          | 119.62          | 4               | 19              | Non qualificata | Non qualificata | Non qualificata |
| 20   | Lois Betteridge   | Canada        | 106.45      | 2           | 106.21      | 2           | 106.21      | 22          | 119.67          | 8               | 20              | Non qualificata | Non qualificata | Non qualificata |
| 21   | Antonie Galušková | Rep. Ceca     | 97.31       | 0           | 94.49       | 0           | 94.49       | 5           | 105.66          | 50              | 21              | Non qualificata | Non qualificata | Non qualificata |
| 22   | Mònica Dòria      | Andorra       | 95.93       | 0           | 98.51       | 4           | 95.93       | 10          | 102.28          | 54              | 22              | Non qualificata | Non qualificata | Non qualificata |
| 23   | Chang Chu-han     | Taipei cinese | 109.92      | 2           | 117.93      | 2           | 109.92      | 23          | Non qualificata | Non qualificata | Non qualificata | Non qualificata | Non qualificata | Non qualificata |
| 24   | Madison Corcoran  | Irlanda       | 159.62      | 54          | 115.93      | 4           | 115.93      | 24          | Non qualificata | Non qualificata | Non qualificata | Non qualificata | Non qualificata | Non qualificata |
| 25   | Sofía Reinoso     | Messico       | 122.40      | 4           | 120.93      | 8           | 120.93      | 25          | Non qualificata | Non qualificata | Non qualificata | Non qualificata | Non qualificata | Non qualificata |